# Leyermühle
Leyermühle ist ein Wohnplatz von Remscheid am nördlichen Rande der Stadt. Er gehört zum Stadtbezirk Lüttringhausen.
Leyermühle liegt bei Stollen ein wenig abseits der Straße zwischen Ronsdorf und Clarenbach am Leyerbach. 1565 wurde hier eine herzogliche Kameralmühle erbaut, da die Bewohner der Honschaften Erbschlö und Hohenhagen den weiten Weg zur Beyenburger Mühle, der ursprünglichen Bannmühle am Amtssitz des Amtes Beyenburg, nicht mehr auf sich nehmen wollten. So ließ sich die Wasserkraft des Leyerbachs ausnutzen.
Auf dem Grundstück wurde bis in die zweite Hälfte des 20. Jahrhunderts ein Sägewerk betrieben. Bis nach dem Zweiten Weltkrieg gab es hier auch eine Gaststätte. Seit der Zeit nach dem Ersten Weltkrieg ist hier am Leyerbach die Firma Hermann Fröhlich ansässig, ein Betrieb für die Herstellung von Stellringen.
Über Jahrzehnte litt die Hofschaft unter Hochwasser, weil der Durchlass unter der Brücke oft für die Wassermengen nicht ausreichte. Ein wenige hundert Meter bachaufwärts auf dem Gelände des ehemaligen Wüsterhammer errichteten Regenwasserrückhaltebeckens beseitigte das Problem nachhaltig.

## Geschichte
Gleich oberhalb der Ortschaft Leyermühle gibt es einen kleinen Teich, der aus dem „Bornscheider Siefen“ gespeist wurde. Hier stand laut Katasterhandriss von 1826 etwa seit der ersten Hälfte des 18. Jahrhunderts ein Kotten namens „Bornscheider Mühlgen“. Der Gerbereibesitzer Seuthe hatte 1828 diese Mühle übernommen. Er mahlte gerbsäurehaltige Baumrinden für die Gerbereibetriebe im Umkreis. 1842 verpachtete Seuthe die Lohmühle an den Sichelschmied Abraham Stursberg, der auf Birgden III wohnte. Der richtete sich im Keller des heutigen Wohnhauses Leyermühle Nr. 7 eine Schmiede ein und gründete dort zusammen mit seinem gleichnamigen Sohn 1878 die Kluppenschmiede Abraham Stursberg & Sohn, Leyermühle.